# Carnosaur
Carnosaur  (br: Carnossauro) é um filme de terror e ficção científica produzido nos Estados Unidos em 1993 por Roger Corman e Mike Elliott, escrito por John Brosnan e co-dirigido por Adam Simon e Darren Moloney.
Esse filme foi lançado quatro semanas antes do filme sucesso de bilheteria na mesma época Jurassic Park: O Parque dos Dinossauros (Jurassic Park) de Steven Spielberg.
Teve uma sequência Carnossauro 2 (Carnosaur 2).

## Sinopse
Os dinossauros estavam extintos até que mentes doentias, operando as mais avançadas formas de biotecnologia, os troxeram a vida. Agora, eles estão no parque onde crianças costumam brincar. Uma assustadora história com o aval de Roger Corman. Você nunca irá conhecer um dinossauro tão voraz como este. Carnossauros... eles retornaram e farão qualquer coisa para manterem-se vivos!

## Elenco
- Diane Ladd...Dr. Jane Tiptree
- Raphael Sbarge...'Doc' Smith
- Jennifer Runyon...Ann 'Thrush'
- Clint Howard...'Slim' Friar